# Alan Smithee
Alan Smithee nebo zpočátku Allen Smithee byl oficiální společný pseudonym používaný v letech 1968–2000 v USA filmovými režiséry, kteří nechtěli být podepsáni pod výsledným dílem. Americký cech režisérů (Directors Guild of America, DGA) povoloval svým členům jeho použití, pokud prokázali, že jim byla znemožněna umělecká kontrola nad filmem.

## Historie
Do roku 1968 pravidla DGA zakazovala uvádět režiséry filmu pod pseudonymem. Původním záměrem byla ochrana jejich autorských práv, aby měli proti případné zvůli producentů zaručeno, že budou u filmu figurovat pod svým jménem.
Změnu tohoto nastavení přinesl případ filmu Smrt pistolníka (uveden roku 1969), kde na nátlak hlavní herecké hvězdy Richarda Widmarka byl v průběhu natáčení původní režisér Robert Totten nahrazen Donem Siegelem. Výsledný střih obsahoval zhruba stejný podíl práce obou režisérů, přičemž žádný z nich se pod dílo nechtěl podepsat, s tím že rozhodující slovo měl po celou dobu Widmark. Komise DGA při projednávání uznala, že film nereprezentuje ani jednoho z režisérů a že oba mají právo nebýt s ním spojováni.
Pro fiktivní osobu, jíž bude režie oficiálně připsána, byl stanoven pseudonym „Allen Smithee“ (později se ustálil zápis „Alan“), což bylo jméno dostatečně unikátní a zároveň ne tak zajímavé, aby budilo přílišnou pozornost. Původní výchozí návrh byl „Al Smith“; populární etymologie, že jde o přesmyčku fráze „the alias men“ (= „lidé krycího jména“), je pouze fáma. Okolnosti použití jména zůstaly v utajení, takže tento „režijní debut Allena Smitheeho“ paradoxně zaznamenal úspěch u kritiky – pochvalně se o „novém režisérovi“ vyjádřil mj. věhlasný Roger Ebert.
Během následujících tří dekád byl Alan Smithee uveden na titulcích jako režisér několika desítek kino- i televizních filmů, několika seriálů (nebo i jen jednotlivých dílů) a řady videoklipů. Většinou se jednalo o nepříliš podařená, béčková a obskurní díla, byly však i výjimky. Mystifikace po nějakou dobu fungovala, ale i přes pravidlo mlčenlivosti, které bylo součástí podmínek použití, pronikl skutečný význam jména postupně i na veřejnost.
Zcela zbořit fasádu kolem Alana Smitheeho se rozhodl scenárista a producent Joe Eszterhas svou satirickou komedií Jak dobýt Hollywood (1997, v originále An Alan Smithee Film: Burn Hollywood Burn), postavenou na zápletce, že režisér, který se skutečně jmenuje Alan Smithee, se snaží distancovat od vzniklého filmu, ale podle cechovních pravidel může být režie připsána právě jen jeho jménu. Snímek Jak dobýt Hollywood nicméně propadl u kritiky i diváků, a ironií osudu se sám zařadil do „filmografie Alana Smitheeho“, když jeho režisér Arthur Hiller odmítl být pod ním podepsán, ze stejných důvodů jako hlavní hrdina filmu samotného.
Značná negativní publicita celého díla (mj. pět Zlatých malin včetně ceny za nejhorší film a nejhorší režii – pro Alana Smitheeho) každopádně způsobila, že prozrazený pseudonym úplně ztratil svou krycí funkci, a roku 2000 ho DGA oficiálně vyřadila z užívání. Následně začala být za tím účelem používána různá jiná „neutrální“ jména, jako např. Thomas Lee nebo Stephen Greene. Naopak Alan Smithee (případně v různých variacích) se stále příležitostně objevuje neoficiálně.

## Použití (výběr)
- Fade in (1968, uvedeno 1973) – skutečná režie Jud Taylor
- Smrt pistolníka (1969) – režie Robert Totten a následně Don Siegel
- City in Fear (1980) – režie Jud Taylor
- Zachraňme Harryho (1986) – režie Stuart Rosenberg
- Zajatci robotů (1989) – režie Masato Harada
- Hra s ohněm (1990) – režie Dennis Hopper
- Přítel z pekla (1990) – režie Michael Gottlieb
- Sluneční hrozba (1990) – režie Richard C. Salafian
- Akce Sova (1991) – režie Tom Holland
- Krvežízniví faraoni z Pittsburghu (1991) – režie Dean Tschetter
- Volání divočiny (1992) – režie Michael Toshiyuki Uno
- Když spravedlnost spí (1994) – režie Ivan Passer
- Ptáci II: Konec země (1994) – režie Rick Rosenthal
- National Lampoon a výlet maturantů (1995) – režie Kelly Makin
- O. J. Simpson – Vrah, či oběť? (1995) – režie Jerrold Freedman
- Zuřiví andělé (1995)
- Hellraiser IV: Bloodline (1996) – režie Kevin Yagher
- Dilema (1997) – režie Eric Larsen, Eric Louzil
- Hořící peklo (1997)
- Jak dobýt Hollywood (1997) – režie Arthur Hiller
- Kolize (1997) – režie Gregg Champion
- Coroner (1999) – režie Brian Katkin, Juan A. Mas
- Elitní komando (1999) – režie Kirk Wong